# 九龍區 (鄰水縣)
九龍區（東升區），是四川省鄰水縣下轄的一個區級行政單位，存在至1993年。

## 沿革[1]
- 1949年12月，九龍區人民政府成立，駐地設在九龍鄉場鎮，下轄九龍、御臨、雙龍、福星、袁市、雙河、豐禾、復盛、人大9個鄉。1950年2月，九龍區人民政府轄有九龍、御臨、雙龍、福星、人大5個鄉。7月，九龍區人民政府改稱第三區公所。1951年6月，第三區公所改稱第五區公所。下轄九龍、御臨兩個鄉。1952年8月，第五區公所改稱第六區公所．下轄九龍、雙龍兩個鄉。1953年4月，增轄七星、里仁2個鄉。7月，增轄打鼓鄉。10月，又增轄馬鹽、黃陵鄉。1954年8月，長壽縣黎橋鄉劃歸鄰水縣第六區公所管轄。6月，第六區公所增轄人和、騎龍2個鄉。1955年3月，第六區公所下轄有九龍、里仁、石鼓、打鼓、馬鹽、黎橋、人和、騎龍、石埡、風埡、冷水埡、白池、響水、幺灘13個鄉1個鎮。10月，騎龍鄉撤銷。1956年1月，第六區公所改稱九龍區公所，下轄九龍、人和、雙龍、風埡、幺灘5個鄉(1958年12月後稱人民公社)。1961年4月，雙龍人民公社劃歸新建的袁市區公所管轄。8月，增轄石鼓、新合兩個人民公社。1962年10月，又增轄雷公人民公社。1966年5月「文革」開始後，九龍區公所工作受到干擾。1967年1月破「四舊」時，九龍區公所改稱東升區公所。上海「一月風暴」後，區公所無法堅持工作，處於半癱瘓狀態。3月，在區人武都主持下，建立東升區生產辦公室，代行區公所職能。